# Friedrich Emanuel von Kötschau
Friedrich Emanuel von Kötschau (født 7. juli 1666, død 16. oktober 1736) var dansk gehejmeråd.
Han var søn af anhaltsk gehejmeråd Hans Bernhard von Kötschau og Anna Christine von Volgstädt. Efter at have tilbagelagt sine studier i udlandet udnævntes han til anhaltsk kammerjunker og støttede faderen i dennes embede som overinspektør over grevskabet Mansfeld. Næppe fyldt 30 år kom Kötschau til Danmark og ansattes 1697 som kammerjunker hos dronningen. Efter at denne var blevet enke, udnævntes han til hofmarskal. 1708 fik han det hvide bånd og forfremmedes 1710 til overhofmarskal, hvilket embede han beklædte til enkedronningens død 1714. Ved erobringen af Vestpommern 1715 udnævntes han til overlanddrost med bolig i Stralsund, i hvilken stilling han forblev til 1721. Han trak sig derefter tilbage til Bremen som privatmand og levede her for sine havesysler til Frederik IV's død. Ved hoffet på Vemmetofte stod han i høj gunst og blev vel nærmest herigennem i november 1730 på ny ansat i dansk tjeneste som landdrost i Delmenhorst og året efter udnævnt til gehejmeråd. Kötschau døde 16. oktober 1736.
Han var gift to gange: 1. gang (1705) med kammerfrøken Anna Emilie von Dalwig fra Schaumburg (død 1725), som Justine Cathrine Rosenkrantz af skinsyge over hendes forhold til Kötschau begik giftattentat (1699), og 2. gang (1725) med Catharine Christine von Plessen.